# Liste des monuments historiques de Provins
Cet article recense les monuments historiques de Provins, en France.

## Statistiques
Provins compte 55 édifices comportant au moins une protection au titre des monuments historiques, soit 9 % des monuments historiques du département de Seine-et-Marne. 14 édifices comportent au moins une partie classée ; les 41 autres sont inscrits.
Provins est la 55e commune de France en termes de protections au titre des monuments historiques, et la première du département (devant Fontainebleau) ainsi que la 3e de la région (après Paris et Versailles).
Le graphique suivant résume le nombre d'actes de protection par décennies (ou par années avant 1880) :

## Liste
| Monument                           | Adresse                         | Coordonnées                      | Notice         | Protection | Date                     | Illustration                       |
| ---------------------------------- | ------------------------------- | -------------------------------- | -------------- | ---------- | ------------------------ | ---------------------------------- |
| Chapelle comtale                   | Rue du Collège                  | 48° 33′ 39″ nord, 3° 17′ 35″ est | « PA00087197 » | Classé     | 1965                     | Chapelle comtale                   |
| Château de la Reine Blanche        | 2 rue de Savigny                | 48° 33′ 44″ nord, 3° 17′ 16″ est | « PA00087198 » | Inscrit    | 1931                     | Château de la Reine Blanche        |
| Collégiale Saint-Quiriace          | Place Saint-Quiriace            | 48° 33′ 39″ nord, 3° 17′ 30″ est | « PA00087203 » | Classé     | 1840                     | Collégiale Saint-Quiriace          |
| Couvent des Cordelières            | Rue de l'Hôpital                | 48° 34′ 05″ nord, 3° 17′ 49″ est | « PA00087201 » | Classé     | 1846 1960                | Couvent des Cordelières            |
| Croix des Changes                  | Place du Châtel                 | 48° 33′ 45″ nord, 3° 17′ 16″ est | « PA00087200 » | Inscrit    | 1931                     | Croix des Changes                  |
| Demeure des Vieux Bains            | 7 rue du Moulin-de-la-Ruelle    | 48° 33′ 42″ nord, 3° 17′ 45″ est | « PA00087216 » | Classé     | 1981                     | Demeure des Vieux Bains            |
| Église Saint-Ayoul                 | 1-3 cour des Bénédictins        | 48° 33′ 38″ nord, 3° 18′ 12″ est | « PA00087196 » | Classé     | 1862 1909 1913 2005 2006 | Église Saint-Ayoul                 |
| Église Saint-Thibault              | 2 place du Châtel               | 48° 33′ 45″ nord, 3° 17′ 19″ est | « PA00087204 » | Inscrit    | 1931                     | Église Saint-Thibault              |
| Église Sainte-Croix                | Rue du Petit Cimetière          | 48° 33′ 40″ nord, 3° 17′ 55″ est | « PA00087202 » | Classé     | 1918                     | Église Sainte-Croix                |
| Ferme de la Madeleine              | Rue de Jouy                     | 48° 33′ 52″ nord, 3° 17′ 01″ est | « PA00087205 » | Inscrit    | 1932                     | Ferme de la Madeleine              |
| Grande croix de la tombe de Mandon |                                 | 48° 33′ 49″ nord, 3° 16′ 50″ est | « PA00087199 » | Classé     | 1955                     | Grande croix de la tombe de Mandon |
| Grange aux dîmes                   | Rue Saint-Jean                  | 48° 33′ 46″ nord, 3° 17′ 12″ est | « PA00087206 » | Classé     | 1847                     | Grange aux dîmes                   |
| Grenier à sel                      | 3 rue des Petits-Lions          | 48° 33′ 36″ nord, 3° 17′ 42″ est | « PA00087207 » | Inscrit    | 1931                     | Grenier à sel                      |
| Hôpital du Saint-Esprit            | 36 rue de Jouy                  | 48° 33′ 53″ nord, 3° 17′ 04″ est | « PA00087208 » | Classé     | 1937 1968                | Hôpital du Saint-Esprit            |
| Hostellerie de la Croix d'Or       | 1 rue des Capucins              | 48° 33′ 35″ nord, 3° 17′ 43″ est | « PA00087209 » | Inscrit    | 1931                     | Hostellerie de la Croix d'Or       |
| Hôtel des Brébans                  | 3 rue du Palais                 | 48° 33′ 41″ nord, 3° 17′ 30″ est | « PA00087210 » | Inscrit    | 1932                     | Hôtel des Brébans                  |
| Hôtel de la Coquille               | Place du Châtel                 | 48° 33′ 45″ nord, 3° 17′ 18″ est | « PA00087211 » | Inscrit    | 1932                     | Hôtel de la Coquille               |
| Hôtel de la Croix Blanche          | 2 rue des Capucins              | 48° 33′ 36″ nord, 3° 17′ 42″ est | « PA00087212 » | Inscrit    | 1931                     | Hôtel de la Croix Blanche          |
| Hôtel-Dieu                         | Rue Saint-Thibault              | 48° 33′ 40″ nord, 3° 17′ 43″ est | « PA00087213 » | Inscrit    | 1932                     | Hôtel-Dieu                         |
| Hôtel des Trois-Singes             | 77 rue Saint-Thibault           | 48° 33′ 45″ nord, 3° 17′ 23″ est | « PA00087214 » | Inscrit    | 1986                     | Hôtel des Trois-Singes             |
| Hôtel de Vauluisant                | 6-8 rue des Capucins            | 48° 33′ 35″ nord, 3° 17′ 42″ est | « PA00087215 » | Classé     | 1918                     | Hôtel de Vauluisant                |
| Ancien Hôtel de ville (vestige)    | 7 place du Cloître-Notre-Dame   | 48° 33′ 43″ nord, 3° 18′ 09″ est | « PA00087217 » | Inscrit    | 1931                     | Ancien Hôtel de ville (vestige)    |
| Maison                             | 15 rue aux Aulx                 | 48° 33′ 35″ nord, 3° 17′ 47″ est | « PA00087218 » | Inscrit    | 1931                     | Maison                             |
| Maison                             | 9 place du Châtel               | 48° 33′ 45″ nord, 3° 17′ 15″ est | « PA00087220 » | Inscrit    | 1962                     | Maison                             |
| Maison                             | 7 rue de Jouy                   | 48° 33′ 47″ nord, 3° 17′ 12″ est | « PA00087222 » | Inscrit    | 1931                     | Maison                             |
| Maison                             | 8 rue de Jouy                   | 48° 33′ 48″ nord, 3° 17′ 12″ est | « PA00087223 » | Inscrit    | 1932                     | Maison                             |
| Maison                             | 15 rue de Jouy                  | 48° 33′ 49″ nord, 3° 17′ 10″ est | « PA00087224 » | Inscrit    | 1962                     | Maison                             |
| Maison                             | 2 rue de l'Ormerie              | 48° 33′ 43″ nord, 3° 17′ 20″ est | « PA00087225 » | Inscrit    | 1941                     | Maison                             |
| Maison                             | 14 rue du Palais                | 48° 33′ 44″ nord, 3° 17′ 21″ est | « PA00087227 » | Inscrit    | 1932                     | Maison                             |
| Maison                             | 2 rue Pierre-Lebrun             | 48° 33′ 43″ nord, 3° 17′ 19″ est | « PA00087228 » | Inscrit    | 1931                     | Maison                             |
| Maison                             | 4 rue Pierre-Lebrun             | 48° 33′ 42″ nord, 3° 17′ 19″ est | « PA00087229 » | Inscrit    | 1931                     | Maison                             |
| Maison                             | 6 rue Saint-Jean                | 48° 33′ 45″ nord, 3° 17′ 12″ est | « PA00087230 » | Inscrit    | 1962                     | Maison                             |
| Maison                             | 10 rue Saint-Jean               | 48° 33′ 45″ nord, 3° 17′ 11″ est | « PA00087231 » | Inscrit    | 1932                     | Maison                             |
| Maison                             | 11 rue Saint-Jean               | 48° 33′ 44″ nord, 3° 17′ 11″ est | « PA00087232 » | Inscrit    | 1937                     | Maison                             |
| Maison                             | 6 rue Saint-Thibault            | 48° 33′ 40″ nord, 3° 17′ 44″ est | « PA00087234 » | Inscrit    | 1962                     | Maison                             |
| Maison                             | 9 rue Saint-Thibault            | 48° 33′ 41″ nord, 3° 17′ 40″ est | « PA00087235 » | Inscrit    | 1962                     | Maison                             |
| Maison                             | 14bis rue Saint-Thibault        | 48° 33′ 41″ nord, 3° 17′ 42″ est | « PA00087236 » | Inscrit    | 1932                     | Maison                             |
| Maison                             | 16 rue Saint-Thibault           | 48° 33′ 41″ nord, 3° 17′ 40″ est | « PA00087237 » | Inscrit    | 1932                     | Maison                             |
| Maison                             | 54 rue Saint-Thibault           | 48° 33′ 45″ nord, 3° 17′ 21″ est | « PA00087239 » | Inscrit    | 1970                     | Maison                             |
| Maison                             | 56 rue Saint-Thibault           | 48° 33′ 45″ nord, 3° 17′ 21″ est | « PA00087240 » | Inscrit    | 1970                     | Maison                             |
| Maison                             | 58 rue Saint-Thibault           | 48° 33′ 45″ nord, 3° 17′ 21″ est | « PA00087241 » | Inscrit    | 1970                     | Maison                             |
| Maison                             | 3 rue de Savigny                | 48° 33′ 44″ nord, 3° 17′ 16″ est | « PA00087242 » | Inscrit    | 1931                     | Maison                             |
| Maison                             | 4 rue de Savigny                | 48° 33′ 43″ nord, 3° 17′ 16″ est | « PA00087243 » | Inscrit    | 1932                     | Maison                             |
| Maison                             | 5 rue de la Table-Ronde         | 48° 33′ 44″ nord, 3° 17′ 40″ est | « PA00087244 » | Inscrit    | 1932                     | Maison                             |
| Maison canoniale                   | Place Saint-Quiriace Rue Ythier | 48° 33′ 40″ nord, 3° 17′ 29″ est | « PA00087233 » | Inscrit    | 1942                     | Maison canoniale                   |
| Maison des Petits-Plaids           | 12 place du Châtel              | 48° 33′ 46″ nord, 3° 17′ 16″ est | « PA00087219 » | Inscrit    | 1932 1962                | Maison des Petits-Plaids           |
| Maison romane                      | 12 rue du Palais                | 48° 33′ 42″ nord, 3° 17′ 26″ est | « PA00087226 » | Classé     | 1941                     | Maison romane                      |
| Maison de Saint-Thibault           | 50 rue Saint-Thibault           | 48° 33′ 45″ nord, 3° 17′ 23″ est | « PA00087238 » | Inscrit    | 1962                     | Maison de Saint-Thibault           |
| Maison des Trois Pignons           | 1 rue Couverte Place du Châtel  | 48° 33′ 45″ nord, 3° 17′ 15″ est | « PA00087221 » | Inscrit    | 1938                     | Maison des Trois Pignons           |
| Palais des comtes de Champagne     | Rue du Palais                   | 48° 33′ 40″ nord, 3° 17′ 32″ est | « PA00087245 » | Inscrit    | 2011                     | Palais des comtes de Champagne     |
| Refuge de Preuilly                 | 14 rue Saint-Jean               | 48° 33′ 44″ nord, 3° 17′ 09″ est | « PA00087246 » | Inscrit    | 1931                     | Refuge de Preuilly                 |
| Remparts                           |                                 | 48° 33′ 39″ nord, 3° 16′ 53″ est | « PA00087247 » | Classé     | 1875 1942 1992           | Remparts                           |
| Tour César                         | Rue de la Pie                   | 48° 33′ 41″ nord, 3° 17′ 24″ est | « PA00087248 » | Classé     | 1846                     | Tour César                         |
| Tour Notre-Dame-du-Val             | Rue Notre-Dame-du-Val           | 48° 33′ 40″ nord, 3° 18′ 09″ est | « PA00087249 » | Classé     | 1905 1937                | Tour Notre-Dame-du-Val             |
| Tribunal ecclésiastique            | 6 rue du Palais                 | 48° 33′ 42″ nord, 3° 17′ 29″ est | « PA00087250 » | Inscrit    | 1931                     | Tribunal ecclésiastique            |